# Isabelle Pasquet
Pour les articles homonymes, voir Pasquet (homonymie).
Isabelle Pasquet, née le 8 mars 1962 à Saint-Quentin, est une femme politique française. Membre du Parti communiste français (PCF), elle est sénatrice des Bouches-du-Rhône de 2008 à 2014.

## Biographie
Agent de maîtrise à la Société nationale des chemins de fer français (SNCF), Isabelle Pasquet est élue conseillère d'arrondissement en 2008 et réélue en 2014 dans le 3e secteur de Marseille,.
Le 21 septembre 2008, elle est élue sénatrice dans les Bouches-du-Rhône. Elle fait partie du groupe communiste, républicain et citoyen.
Lors des élections sénatoriales de 2014, tête de liste du Front de gauche,, elle n'obtient pas assez de voix pour conserver son siège de sénatrice.
Elle se présente aux élections législatives de 2017 dans la cinquième circonscription des Bouches-du-Rhône sous les couleurs du PCF. Elle est battue dès le premier tour avec 3,12 % des voix, soit 1 035 suffrages.